# Ianthodon
 (décembre 2017).
Si vous disposez d'ouvrages ou d'articles de référence ou si vous connaissez des sites web de qualité traitant du thème abordé ici, merci de compléter l'article en donnant les références utiles à sa vérifiabilité et en les liant à la section « Notes et références ».
Genre
Espèce
Ianthodon est un genre fossile de synapsides sphénacodontes basaux qui a été découvert dans le Kansas et datant du Carbonifère supérieur.

## Description

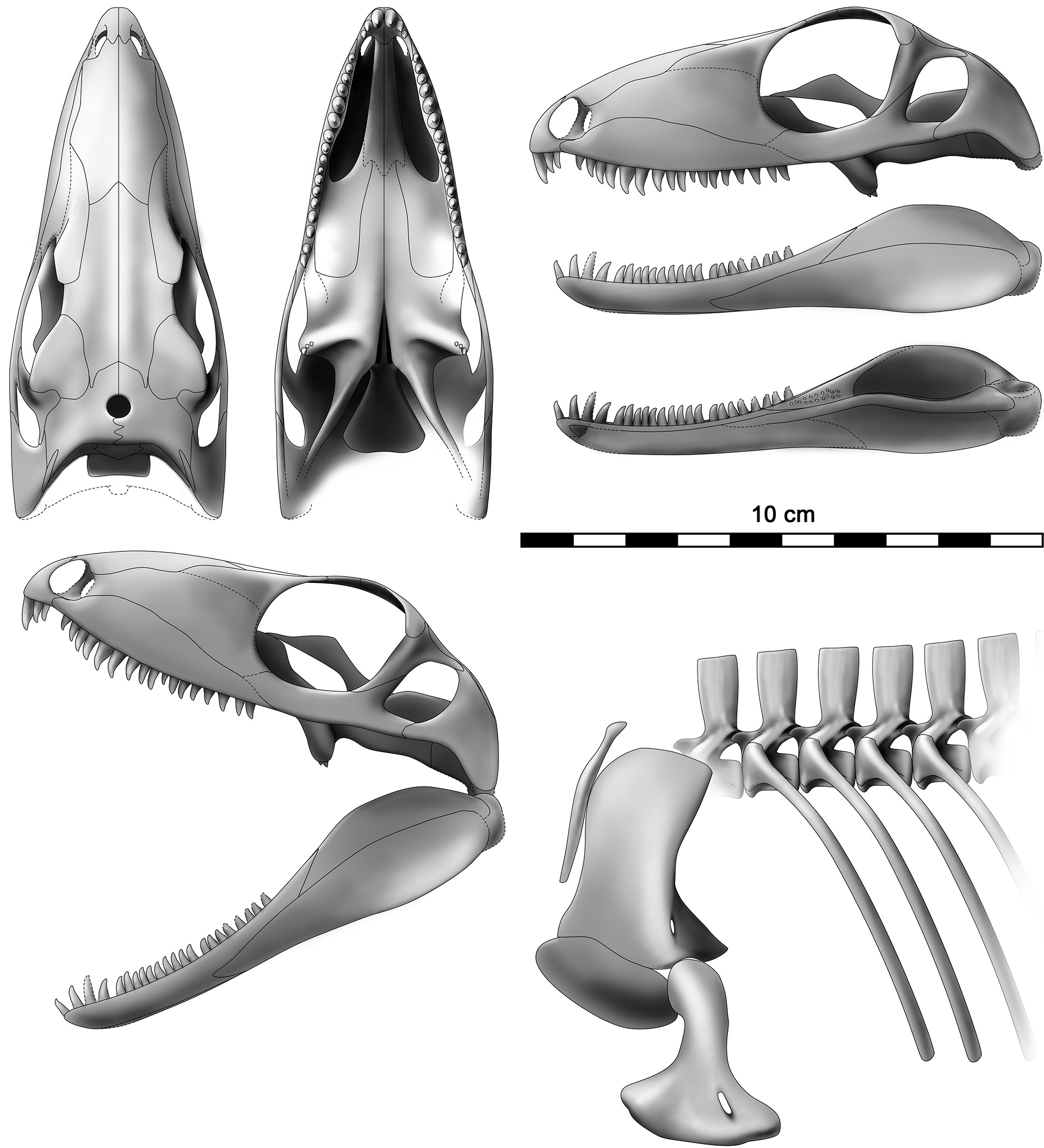

Il peut être distingué du genre Haptodus par son crâne et sa denture plus étroits. 
Ses dents ont des bases larges mais des couronnes minces, inhabituelles parmi les amniotes contemporains et indiquant que Ianthodon occupait une niche trophique différente d'Haptodus à couronne bulbeuse auquel il était étroitement lié.
Comme les autres sphénacodontes, Ianthodon a un os lacrymal élevé, et aurait donc eu un museau proportionnellement plus grand que les synapsides plus basaux comme les Varanopidae et les Eothyrididae.

## Publication originale
- (en) Richard A. Kissel et Robert R. Reisz, « Synapsid fauna of the Upper Pennsylvanian Rock Lake Shale near Garnett, Kansas and the diversity pattern of early amniotes », Recent Advances in the Origin and Early Radiation of Vertebrates,‎ janvier 2004, p. 409-428.